# Hussain Korshi
Hussain Hadi Mohammed Korshi (arabisch حسين هادي محمد كرشي, DMG Ḥusain Hādī Muḥammad Kuršī) ist ein ehemaliger saudi-arabischer Fußballspieler.

## Karriere
Wo Korshi auf Klub-Ebene spielte, ist nicht bekannt.
Sein erster bekannter Einsatz für die saudi-arabische Nationalmannschaft war am 10. Dezember 1994 bei einer 1:2-Freundschaftsspielniederlage gegen Polen. Nach zwei weiteren Freundschaftsspielen, kurz danach, kam er letztmals beim König-Fahd-Pokal 1995 bei der 0:2-Niederlage gegen Dänemark zum Einsatz.